# مدرسه آمریکایی در انگلستان

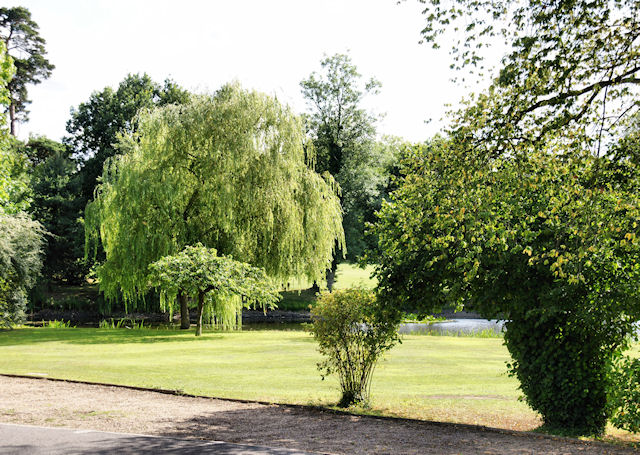
منظره ای از حیاط کلیسا نگاه می کند.

مدرسه آمریکایی در انگلستان TASIS England مدرسه‌ای با شیوه آموزشی آمریکایی است که در ساری انگلستان قرار دارد. این مدرسه خصوصی است و بیشتر دانش آموزان آمریکایی در آن آموزش می‌بینند. هدف این آموزشگاه تربیت افراد برای دانشگاه‌های آمریکا می‌باشد. این مدرسه در سال ۱۹۷۶ تأسیس شد.